# オキナワ移住地

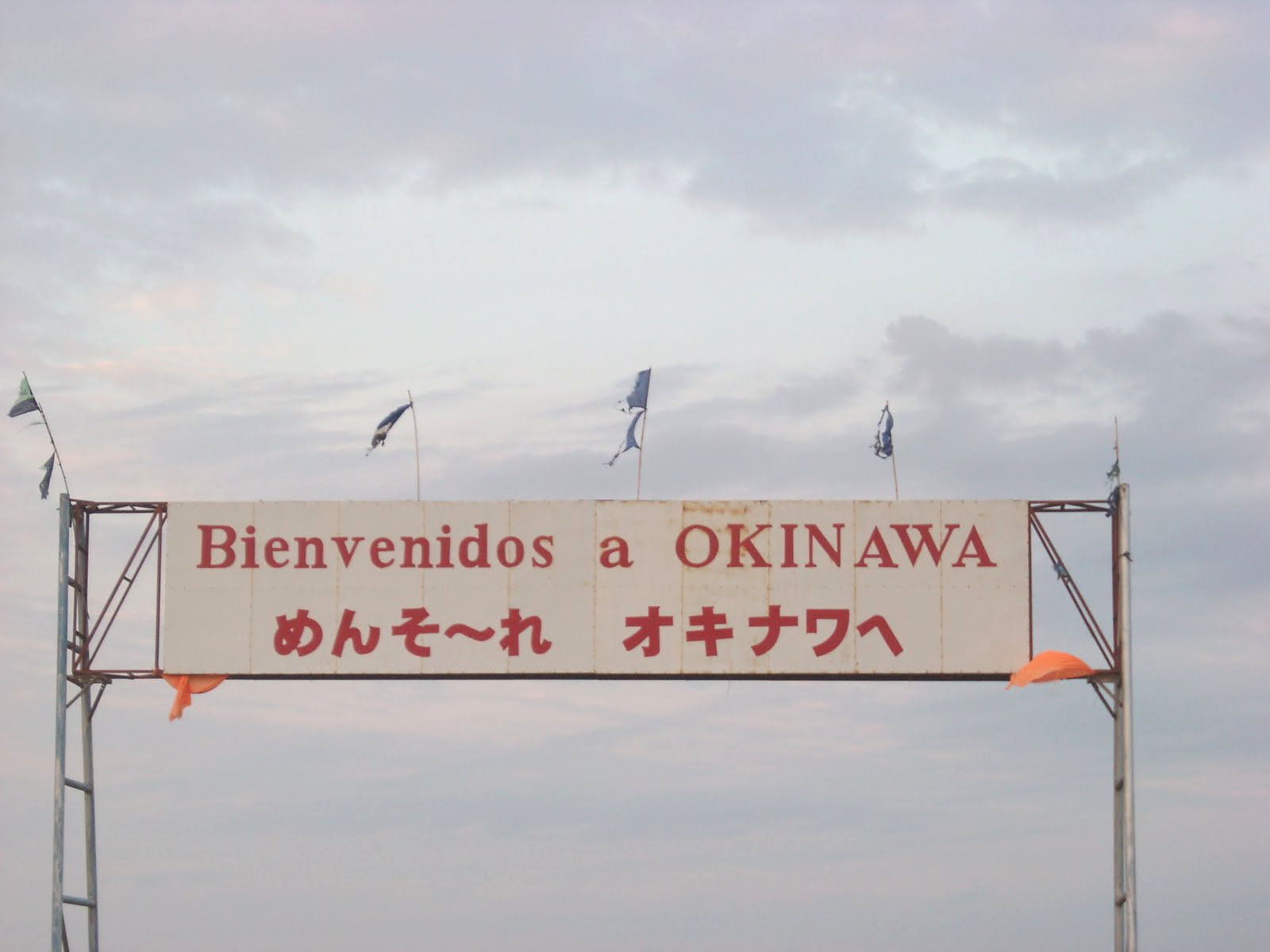
オキナワ移住地の入口にある訪問者を歓迎する看板

オキナワ移住地（オキナワいじゅうち）またはコロニア・オキナワ（西: Colonia Okinawa）は、ボリビアのサンタ・クルス県にある日本人移民の入植地である。第二次世界大戦の後1950年代に、リベラルタの沖縄出身の戦前移民者が中心となりボリビアに郷土沖縄から移民を呼び寄せる計画を立て、またこの計画に乗る形で、連合国軍に占領された沖縄で社会問題化した過剰人口と土地不足を移民で解消することを画策した琉球政府により、この地に入植した。ここでは、オキナワ移住地の説明と合わせて、戦後の沖縄からのボリビア移民計画、移民者と移住地の歴史を説明する。

## 行政区分
オキナワ移住地は、北から南に第1移住地、第2移住地、第3移住地の3つに分かれている。これらの移住地はさらに細かく6つの行政区に分かれており、第1移住地に1区から3区、第2移住地に4区と5区、第3移住地に6区が設置されている。
1998年4月に第1移住地、第2移住地、第3移住地と周辺の19の村落と合わせて、ワルネス郡オキナワ村（西: Municipio Okinawa Uno）の発足がボリビア政府により承認され、2000年に正式発足した。日本国外でオキナワの名前を唯一持つ行政区である。役場は第1移住地に設置されている。

## 地理

### 位置および面積
オキナワ移住地は南北方向に細長い形をしている。サンタ・クルス・デ・ラ・シエラ（以後、「サンタ・クルス市」と記述）の北東に位置し、第1移住地はモンテーロを経由して道なりに約100km離れている。第1移住地から第3移住地までは約70kmの距離があり、平均幅員は約10kmである。3つの移住地を合わせた総面積は46,800haにおよぶ。オキナワ移住地近くにはメノナイトの入植地もいくつか存在する。

### 地形
オキナワ移住地が属するボリビアの東部低地帯は、アンデス山脈とブラジル楯状地 (en:Amazonian shield)の間にある構造盆地に起源する低地で、アマゾン水系の上流域を流れるグランデ川によって形成された沖積低地である。標高は、第1移住地の北端が最も低く309m。第2移住地、第3移住地へと南にいくにつれ標高が高くなり、第3移住地南西端で384mの標高がある。第1移住地から第3移住地まで約70km離れていることから、一帯の傾斜度は約1/1000となり、極めて平坦な土地である。傾斜度は南において大きく、北で小さい山麓の扇状地状の低平な地形を示している。
第1移住地の北側にグランデ川が流れており、この河川の氾濫によって一帯には微地形が確認できる。またピライ川の支流の水源が第3移住地にあり、この河川は第2移住地を貫流し、第1移住地の西端を北上する。このため、当河川の蛇行行動の結果できた、三日月湖状の低地や池が散在する。先に述べたように、オキナワ移住地は極めて平坦であり、一度の河川の氾濫で、流路が1kmも移動することがある。

### 地質
オキナワ移住地一体の表層地質は、砂と泥の堆積層をなし、礫や岩石がほとんど存在しない。周辺に石が無いことは、オキナワ移住地の生活基盤の整備、例えば住宅建設や道路建設に重要なインパクトを与えている。

### 気候
オキナワ移住地一帯は、熱帯雨林気候とサバナ気候の漸移地帯にあたる。このため、気温および降水量ともに振れ幅が大きい。
1971年から1997年の間の1日の平均最高気温は29.5度、平均最低気温は18.7度である。1979年に、最高気温43度を記録、また1975年に最低気温0度を記録している。
また1971年から1997年の間の平均年間降水量は1301.5mm。最高記録は1992年の2258.5mmで最低記録は1971年の674mmである。

### 植生
顕著な乾季を伴う地域であり、植生も乾燥に強い樹種が多くみられる。いったん森林を伐採し、作物を栽培した後、休閑された土地の二次林の発達をみると灌木の植生が著しく、ヤシ科の植生も目立つ。またトックリキワタが森林内に広く分布している。

### 人口
2001年、ボリビア統計局調査で、行政区分のオキナワ村の人口は11,661人となっている。2004年の日系コミュニティーの調査では、第1移住地、第2移住地、第3移住地の合計の人口は約6000人、そのうち日系人は878人であった。人口統計の上で、日系人はマイノリティーとなる。

### 土地利用
既に説明した通り、オキナワ移住地は、第1移住地（21,800ha）、第2移住地（16,700ha）、第3移住地（8,333ha）と3つの移住地からなる。総面積46,800haと広大で、平坦な開拓地である。

#### 現況
1984年発行の『南米における沖縄県出身移民に関する地理学的研究』によれば、オキナワ移住地の土地利用は以下の表の通りである。
| 利用             | 面積(ha) | 比率(%) |
| ---------------- | -------- | ------- |
| 原始林・河川     | 11,500   | 24.6    |
| 再生林           | 4,000    | 8.5     |
| 耕地（機械使用） | 12,000   | 25.6    |
| 牧場             | 19,000   | 40.6    |
| 宅地・果樹園     | 300      | 0.6     |
| 合計             | 46,800   | 99.9    |

オキナワ移住地での土地利用を示した円グラフ

2000年に発行された『日本人移住一〇〇周年誌　ボリビアに生きる』では「入植当初は広く原生林に覆われていたが、現在では原生林はほぼ姿を消し、周囲に再生林が残っている」としている。また移住者の移住地外の農地の購入も活発であり、2004年現在、オキナワ移住地外に移住者が所有する農地は20,000haに及ぶ。

#### 入植以前
入植地一帯は、まったく人間の手が入ることがなかった原始林ではなく、17世紀から18世紀ごろにサトウキビのプランテーションとして開拓されたあと、放棄されていた地域であった。オキナワ移住地の入植者が井戸を掘った際に、その当時のものと類推される陶器類の出土があった。

## 産業
移住地は、農業と牧畜業の第一次産業が主要な産業である。1971年、第1移住地、第2移住地、第3移住地のそれぞれ別個にあった農業協同組合を統合し、「コロニア沖縄農牧総合協同組合」（略称：CAICO）が発足した。CAICOが中心となり、大型設備の導入が進められている。

### 農業
移住地の主要な農作物は、入植直後に陸稲、1970年代に綿花、1980年代から大豆と推移してきた。現在でも最も作付面積が大きい作物は大豆である。1990年代に入り、大豆価格の下落と天候不順による価格低下に見舞われた。このため冬場の作物として小麦とヒマワリも導入され、主要作物として定着していった。その他に家畜飼料用としてとうもろこしやソルゴー（ソルガム）も生産されている。
| 年      | 大豆   | トウモロコシ | 小麦   | ひまわり | ソルゴー |
| ------- | ------ | ------------ | ------ | -------- | -------- |
| 1994/95 | 34,006 | 3,299        | 7,768  | 4,831    | 3,019    |
| 1995/96 | 45,410 | 8,222        | 7,637  | 764      | 7,303    |
| 1996/97 | 43,094 | 14,892       | 17,281 | 1,434    | 9,370    |
| 1997/98 | 51,878 | 4,845        | 16,383 | 4,367    | 3,207    |
| 1998/99 | 48,652 | 16,319       | 10,688 | 3,168    | 10,793   |
| 1999/00 | 38,211 | 25,900       | 6,457  | 8,290    | 8,980    |
| 2000/01 | 54,126 | 17,185       | 8,422  | 4,636    | 11,081   |
| 2001/02 | 78,471 | 6,889        | 15,724 | 2,563    | 5,143    |
| 2002/03 | 72,714 | 5,354        | 16,235 | 774      | 6,306    |
| 2003/04 | 70,624 | 4,028        | 12,778 | 384      | 8,451    |

オキナワ移住地の穀物収穫高の年次推移

入植当初は、原始的な焼畑農業が行われていたが、1970年代の綿花栽培の導入時に、国際協力事業団の融資などをうけて短期間に機械化が進行した。綿花栽培は、天候不順（多雨）、連作障害による農薬の多投、綿花の国際相場の下落などにより1976年から急速に減少した。移民者には多額の債務が残ったが、結果として短期間に原始的な焼畑農業から脱却をはかり、機械化された大規模農場の経営に大転換することに成功した。
2002年には、ボリビア政府より「小麦の首都（西: La Capital Triguera de Bolivia）」として認定された。これは、ボリビアの熱帯地方での小麦栽培発祥の地として評価されたものである。

### 牧畜業

オキナワ移住地での家畜数の年次推移

移住地では、入植当初から牛、豚、鶏が雑作と組み合わせて飼育されてきた。一部の農家では乳牛飼育が1980年代から始まり、1990年代に増加傾向をみせた。また淡水魚のコロソマ養殖を行っている。
| 年   | 牛     | 鶏     | 豚    |
| ---- | ------ | ------ | ----- |
| 1992 | 6,820  | 6,000  | 2,352 |
| 1993 | 7,626  | 9,035  | 3,250 |
| 1994 | 7,317  | 16,000 | 3,117 |
| 1995 | 6,930  | 12,020 | 3,316 |
| 1996 | 8,500  | 15,000 | 5,200 |
| 1997 | 4,752  | 6,600  | 4,595 |
| 1998 | 5,497  | 16,500 | 5,680 |
| 1999 | 9,500  | 15,000 | 5,700 |
| 2000 | 10,023 | 15,000 | 5,700 |
| 2001 | 11,361 | 22,600 | 5,850 |
| 2002 | 12,470 | 22,800 | 5,932 |
| 2003 | 15,633 | 20,700 | 5,268 |

### 食品加工
移住地ではCAICOを中心とし、農作物を加工し付加価値のある加工品製造にも乗り出している。
米の販路拡大を目指して、2005年にCAICO直営の精米所が落成した。2006年には、第2移住地に乳製品の加工工場を建設した。2011年には、ショートパスタの加工工場を建設した。イタリア製のパスタ製造機を導入し、「FIDEOS Okinawa」として販売をはじめた。

## 移民の背景

### ボリビアにおける戦前移民の状況
第二次世界大戦以前、ボリビアへの最初の日本人移民は、1899年である。1899年にペルーへ入植した契約移民の中で、91名がチチカカ湖からソラタを経由してボリビアの低地アマゾンへと入った。1907年、第4次移民団でペルーに移民し、その後、沖縄出身者を束ねてボリビアに再入植した八木宣貞などが、記録に残る最初の沖縄出身のボリビア移住者として知られている。
アマゾン地域でのゴム景気が過ぎ去ると、ボリビアの日系人らはリベラルタやその近郊に定住し、日系人社会を形成していった。第二次世界大戦以前にリベラルタに定住していた日系人は約450名で、そのうち沖縄出身者は約100名であった。
1945年、太平洋戦争終結後、戦前に沖縄からボリビアに移民していた者たちは、故郷であり、地上戦が行われた沖縄の困窮を憂いた。1948年8月にラパスの沖縄県人会は「ラパス市沖縄救援会」を発足、また11月にはリベラルタで「リベラルタ市沖縄戦災救援会」を発足させた。これらの団体は募金活動を行い、救護品や学用品を沖縄に送った翌1949年、リベラルタの沖縄県人会で沖縄県民のボリビア移住の受け入れが提案され、ボリビア全土に散らばる沖縄県出身者も入植させて「沖縄村」の建設を決議した。
1950年、県人会は調査団をサンタ・クルス県に派遣し、入植先の選定を本格化させた。1951年、後に「うるま移住地」となる入植候補地を見つけた。また同年、移民を受け入れるための「うるま農産業組合」を設立した。この時点で、移住計画案は、サンタ・クルス県知事の認可を受けており、認可書は琉球政府とアメリカ政府に送付された。

### アメリカ民政府および琉球政府の事情

#### アメリカ統治下の沖縄の体制
1950年、それまでの軍政を廃し、沖縄統治のための琉球列島米国民政府（USCAR：ユースカー、以後「アメリカ民政府」と表記）が設立された。数回の組織変更の後、住民自治組織である琉球政府が設立。アメリカ民政府の下に置かれた。

#### 当時の沖縄の人口動静

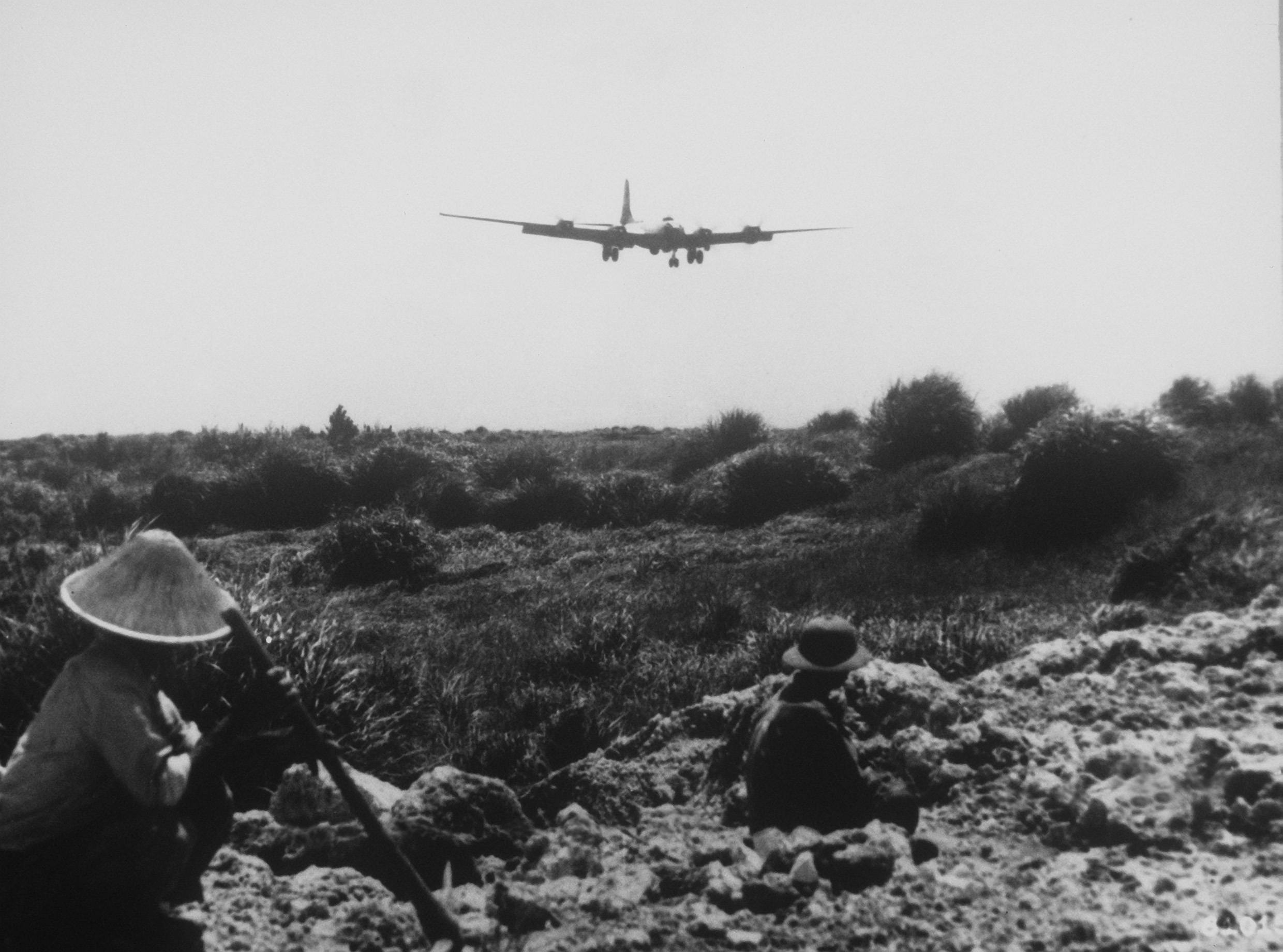
作業をやめて基地に着陸するB-29を見つめる沖縄県の人。1951年頃撮影。

苛烈を極めた沖縄戦が事実上終結したのは、1945年6月下旬である。この戦闘で、一般住人の約94,000人が戦死または行方不明となった。アメリカ軍は、沖縄戦を生き抜いた住民の大半を沖縄本島内の7箇所のキャンプに収容した。その数は1945年10月の段階で、約249,000人に及んだ。
アメリカ軍は、不要な土地を放棄しながらも1949年段階で沖縄本島の陸地総面積の約14%を軍用地として確保していた。一方で、約125,000人が元の居住地に戻れない状況であった。さらに、1946年以降、日本本土、台湾、南洋群島から10万人以上の沖縄出身者が沖縄本島に引き上げてきた。アメリカ軍の土地接収によって農地や住宅地が大幅に縮小するなか、逆に沖縄の人口は引揚者の流入により膨れ上がった。

#### 琉球政府による海外移民の検討
後述するように、アメリカ本国が沖縄の基地の恒久保有を1949年に決定し、基地の拡張整備が行われていった。その一方で、アメリカ軍基地の建設工事は、住民にとって貴重な雇用の場となった。しかし、基地建設が終了した後の余剰労働力と農地を失った農民に対する措置が緊急の政治課題となった。この余剰人口の問題を解決するため、沖縄県内移住計画が策定され、沖縄本島北部の大宜味村、八重山諸島への移民が実施された。しかし圧倒的に入植地の数が足りないため、アメリカ本国への移民、旧南洋群島、インドネシアなどへ、海外移住が検討された。
また琉球政府は、アメリカ民政府の依頼を受け、南洋群島からの引揚者からの聞き取り調査を行った。調査対象者22,888人のうち、21,485人（全体の約94%)が旧南洋群島への再移住を希望する結果となった。

#### ティグナー報告書
アメリカ民政府と琉球政府は、スタンフォード大学のジェームズ・ティグナー（James Tigner）に、ボリビアなどで南米の沖縄出身者の移民活動状況の調査を依頼した。1952年5月、ジェームズ・ティグナーが現地視察のためにボリビアに入国した。この時、ティグナーは「うるま農業組合」を設立した戦前移民たちと接触を持った。ティグナーは、「うるま農業組合」に対して移住10カ年計画を提案し、同時にボリビア政府から認可があり次第、アメリカ政府に送付するように指示した。
ティグナーは南米を視察した内容と提言を「ティグナー報告書」としてまとめ、琉球政府に提出した。この報告書の中で、沖縄の過剰人口解決として、ボリビアで戦前移民が提唱している移民計画に沿った移住の提案がなされた。この「ティグナー報告書」の結論で、ボリビアへの移民の必要性を以下のように記述している。
アメリカ民政府と琉球政府は、戦前のボリビア移民による「うるま農産業組合」の計画と、この「ティグナー報告書」を拠り所として、ボリビアへの農業移住計画案として具体化していくことになった。

#### 移住使節団の派遣
ティグナー報告書を受けて、琉球政府はボリビアに使節団を派遣することを決定した。使節団の代表は稲嶺一郎。1953年12月に沖縄を出発し、アメリカ、ブラジル、アルゼンチンを訪問した後、1954年2月にボリビアに到着した。
使節団はボリビア政府の要人と面会し、移住予定地（後の「うるま移住地」）の見学も行った。最終的には、この使節団とボリビア政府との合意により移民が開始されることになる。

### アメリカ本国の事情

#### アメリカの沖縄統治政策
1945年の占領直後、沖縄のアメリカ軍基地は、日本本土攻略作戦のために暫定的に整備したものであった。アメリカ政府は、東西冷戦の激化を背景に、沖縄の恒久保持に政策を転換した。1949年に米議会から沖縄の基地建設のための予算承認を得た。沖縄は「太平洋の要石（Keystone of the Pacific）」とされ、極東最大の基地が建設されることになった。
1952年、サンフランシスコ講和条約が締結されたが、沖縄はアメリカの統治下のまま、日本から切り離された。1953年には、アメリカ民政府より「土地収用令」が公布された。同布令により沖縄本島の中南部の農地や集落の接収が実施された。

#### アメリカの対ボリビア援助
第二次世界大戦後、アメリカ政府はボリビアに対して多額援助を行っていた。この過剰ともいえる援助は、当時のアイゼンハワー政権の政策として大きく矛盾するものであった。アイゼンハワー政権は東西冷戦体制下の極めて保守的な政権であり、共産主義や革命的要素を持つ政府を敵視していた。そのため、1952年に成立したビクトル・パス・エステンソロ政権のボリビアに対して援助をする見込みはほとんどないと思われていた。
ただ、グアテマラやガイアナに過激派政府が成立すると、ラテンアメリカ地域への影響力低下が懸念された。当初「独裁政権」と見なしていたボリビアの国民革命運動党政府を、逆に支援することが、ボリビアの共産主義革命を防ぐ唯一の策と考えるようになった。アメリカ政府はパス・エステンソロを共産主義政権への転換を防ぐ人物として受け入れ、またパス・エステンソロも親米派の立場を取ることでアメリカの強い圧力を回避していった。

#### 岸信介の気遣い
すでに琉球政府によるボリビア移民が始まっていたが1957年、内閣総理大臣に就任した岸信介は、沖縄の返還、基地および沖縄県民の海外移民に関心を寄せていたことが知られている。
同年の6月、訪米した岸とダレス国務長官との会談が行われた。ここで岸は「沖縄ではみずからの土地を接収された農地のための代替地はない。アメリカはこの被害にあった人々の他国への移住を援助できるのか」「沖縄住民の再定住先として信託統治領、サイパンやテニアンなどはどうか」と問いかけた。これに対して、ダレス国務長官は「検討してみる」と応じた。

### ボリビア政府の事情

#### ボリビア革命
1950年頃までに、ボリビアでは左派政党の民族革命運動党（MNR）が都市部の労働者など中産階級の支持を取りまとめることに成功していた。1951年には国外逃亡中のままパス・エステンソロとシレス・スアソを候補者として大統領選挙を戦い、圧倒的勝利を収めた。しかし、軍部が介入し、保守政権は、軍に政権を譲った。
1952年4月、民族革命運動党は市民と鉱山労働者たちを巻き込み蜂起した。この行動を可能にしたのは国家警察の全面的な支援を取り付けたことにあった。正規軍との、3日間の市街戦を制して革命政府を樹立した。そしてパス・エステンソロが大統領に就任した。

#### 食料自給と農地改革
ボリビアは1950年代に入ってもなお、全国民が自活できない状況にあった。スペイン統治時代からのアシエンダ制の弊害がのこり、当時1000ha以上の土地を所有する大地主は人口の6%で所有地の合計面積はボリビア国内耕作地の92%を占めた。その大半は利用されないまま放置されていた。
地主たちは先住民を低賃金や時には無償で働かせ、農具や種子を自前のものを要求した。地主の多くは農園から離れて暮らす不在地主の形を取り、都市部で専門的な職業についた。農園は先住民の農民にまかせきりであったため、農業技術は未発達のまま取り残された。
1953年8月3日、農地改革法案が制定された。この法令によりアシエンダの土地をすべて没収し、25年債権の形で地主に補償を与えることになった。そして転売禁止を条件に先住民の労働者に土地を分配した。
これらの農業を取り巻く混乱によりボリビア国内の食料生産性は低く、増加していた都市人口の需要に対して、食料自給は困難になった。1950年から1952年には、全輸入量の19%を食料品が占めた。しかも輸入した食料品の大半はアンデス原産の根菜類であった。

#### 東部開発
ボリビアの東部開発計画は、チャコ戦争でパラグアイに敗れ、グラン・チャコを失ったことに始まる。この敗北で国家の近代化の必要性を痛感したボリビアのエリートたちは、「東部への前進（西: Marcha al Este）」東部低地の開発計画に着手した。1938年にブラジルと協定を結び、石油を輸送するためサンタ・クルスからブラジル国境のコルンバまでの鉄道建設に合意した。また1942年にアルゼンチンと、サンタ・クルスからアルゼンチン国境のヤクイバまでの鉄道建設に合意した。しかし、東部開発はなかなか進展しなかった。

#### 経済状況
1950年から1955年のGNP年率成長率は1.1%であったが、これに対して人口増加率はこの間1.99%で一人当たりのGNPはマイナス成長を記録した。特にボリビア革命後にあたる1953年のGNP成長率は-6.2%、1953年は-1.5%と2年連続でマイナス成長を記録し、ボリビア革命後は経済の混乱を極めていた。
一般的に経済の混乱は自国民の出移民を増大させる傾向があるが、ボリビアの国内経済が上向きになり始めた1968年においてさえ全人口10%近くが国外への出移民という状況であった。

#### 生活状況
ボリビア革命前に2年間にわたってボリビアを詳細に調査したO.E.レオナードは自著で「ボリビアの家庭にみられる文化的特色のうち顕著なものに、ほとんどの家庭に家具がないことがあげられる」と述べている。レオナードの調査によると、家庭の設備として第一に重要なものとされたベッドですら半数以上の家庭には無かった。
またレオナードはボリビアの東部低地帯の農村には「便所という概念自体が存在しない」とした。「彼らに便所に関する質問をしても質問の意味自体を理解できなかった」と報告している。

#### アメリカの援助
アメリカがボリビアの東部開発に着目したのは、第二次世界大戦の勃発によってであった。アメリカは戦争遂行にあたって、錫などの鉱物資源、キニーネ、ゴムなどの戦略物資の原産国としてボリビアに着目した。アメリカは1941年から1942年にかけて経済開発視察団を派遣し、石油生産の増大のための施設建設、輸入依存を脱却するための農作物の増産、道路網の整備などをアメリカ政府に提言した。
アメリカ主導の援助を進めるため、「ボリビア開発公団（西: Corporación Boliviana de Fomento）」が1942年に設立された。しかし、1946年までボリビア大統領であったグアルベルト・ビジャロエルの強い民族主義政策により、援助は進まず、アメリカ主導の開発計画が進んだのは1948年になってからであった。
このアメリカからの援助は、革命後の混乱にあったボリビア経済を安定させ、またアメリカからの緊急食料輸入は、農地改革の混乱による食料不足から生じた切迫した需要を満たした。この食料援助によって政府は冷静に農地問題に対処することができた。パス・エステンソロは、アメリカの援助によって東部開発を推進することを目指していた。

#### 沖縄からの移民受け入れの是非
1954年、アメリカ政府はボリビアに使節団を派遣し、ボリビア東部開発の視察を行った。使節団は、報告書の中で、「ボリビアの経済発展のために東部開発は必要であるが、ボリビア人の農民に大きな期待はできない。東部開発推進のためにドイツ、イタリア、ギリシャ、オランダ及び日本からの移民を選択することを勧告する」と、具体的な国名を挙げて移民受け入れをボリビア政府に迫った。
この背景として、ボリビアへの日本人移民事業に自身も関与し、長年にわたり移民研究を行ってきた若槻泰雄は、アメリカ政府がボリビアを移民受け入れ先に考えたのは「先住民の国であるボリビアはアメリカ人自身が嫌う有色人種を受け入れるのに大きな支障はないと推測した」としている。一方でボリビア政府の立場は「ボリビア政府としては、なかなか進まない東部開発と自他共に認めるボリビア人農民への不信を前提にしながらも、非ヨーロッパ人の入植受け入れは、歓迎するものではなかった。しかし事実上のスポンサーであるアメリカ政府の意向を無視できなかった」と推論している。
若槻は論拠として、「1957年にオキナワ移住地を視察したアメリカ国防省民生局長のラーディング少将が、ボリビア政府に直接交渉を行い、オキナワへの移民者に対する地権授与が実現した。このようなアメリカ政府の積極的な関与により、同時期にボリビアで日本からの移民が行われたサンフアン移住地と比べて早期に、スムーズに進んだ」ことを挙げている。

### 移民実施に至る背景の整理
アメリカ統治下の沖縄からボリビアへ移民が行われた背景は以下のように集約できる。
- 戦後に発生した大量の海外引揚者の帰島および沖縄の基地建設による農地の収奪とそれによる過剰人口問題の発生[36]
- 過剰人口問題を背景とした沖縄住民の反米感情の醸成と共産主義の台頭による社会不安の増大[36]
- 社会不安を手っ取り早く解決するための移民の推進[36]
- アメリカ本土以外への移民で決着を図りたいとするアメリカ政府の強い意向[60]
- アメリカからボリビアへの圧力[60]

一方で、これらのことは推測の域を出ていない。アメリカ在住で「アメリカ軍基地とボリビア移民」をテーマとして研究活動を行っている雨宮和子は「実際に農地を接収された入植者はごくわずかで、直接的な原因ではない。土地収用による移住は存在したが、その人たちはブラジルに行っている。いろんな話が混同されている」と指摘している。一方で雨宮は沖縄の基地問題と移住政策は無関係という見方も否定している。今後の文献調査や議論等で究明されることが期待される。

## 歴史

### 移民前史
1948年、沖縄海外協会が再発足した。1952年に設立された琉球政府は、総務局に移民課を設置した。
1953年、戦前に沖縄からボリビアへの移住者を中心に結成した「うるま農産業組合」が提案していた移民計画が、ボリビア政府により、承認をうけた。計画は、10,000haの国有地への入植と10年間に3,000人の移民受け入れを骨子としていた。アメリカ民政府と琉球政府は、スタンフォード大学のジェームズ・ティグナーに現地調査を依頼した。
ティグナーからの報告を受けた、琉球政府は沖縄海外協会を琉球海外協会に改称した。また1953年に移民使節団をボリビアに派遣した。使節団は約1ヶ月ボリビアに滞在し、移住予定地の視察とパス・エステンソロ大統領、およびボリビア政府要人と折衝を行った。1954年3月11日付で使節団は、ボリビア政府と移住計画を合意したことを、琉球政府に報告された。

### 第1陣の入植

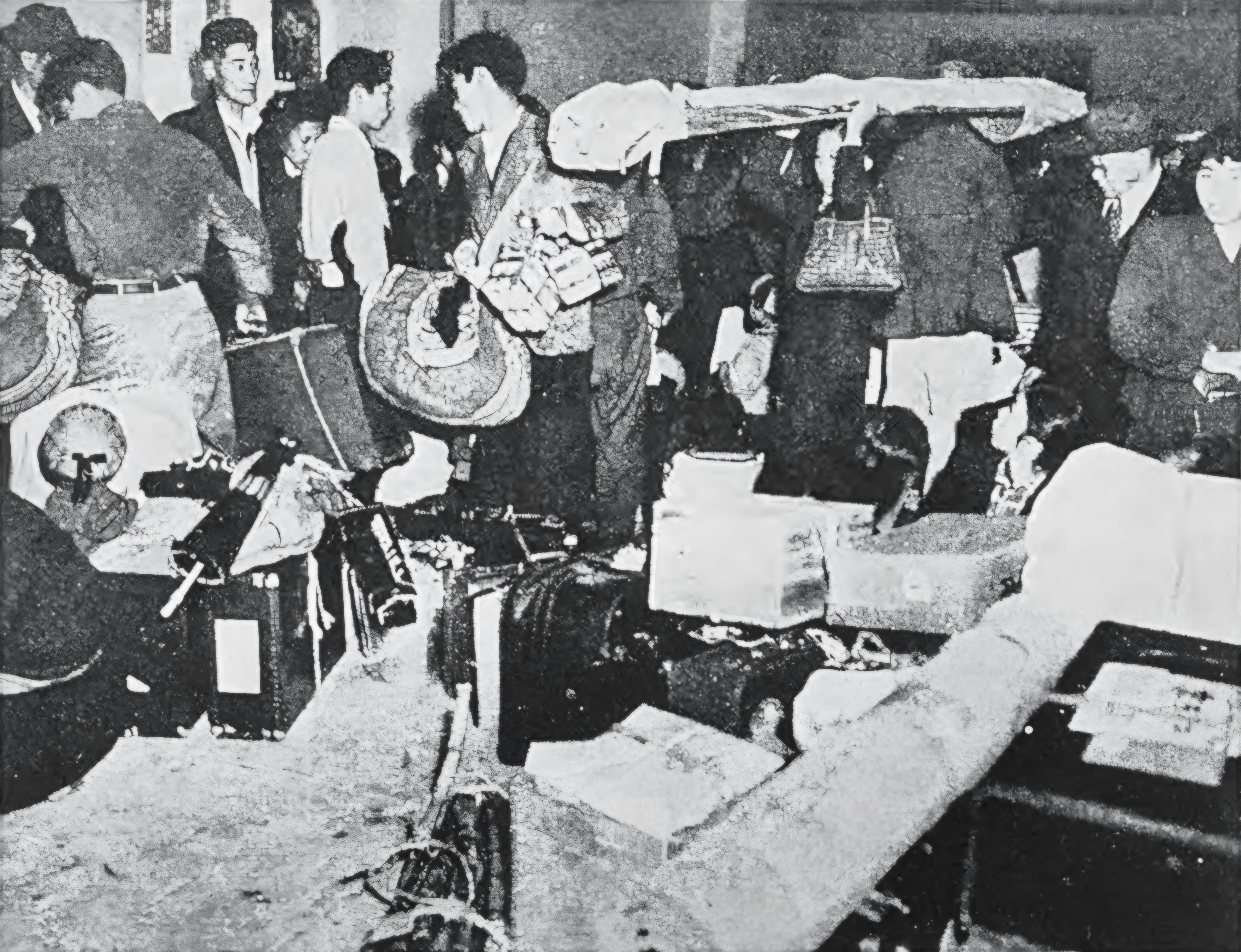
ボリビア移民団の様子（詳細不明）

1954年3月23日、琉球政府は移民募集要項を作成し、各市町村長宛に移民募集を依頼した。移民条件および資格を以下に抜粋して示す。
- 家族で移民するものは、20歳から50歳までの男子を戸主とする可動者2名を有する純農家
- 単独で移住するものは、16歳から40歳未満であって、当分家族と別居しうる農業者であって留守家族の生計に困らない者
- 移住国に永住の目的をもって渡航しうる者
- 一世帯につき50haの土地をボリビア政府が無償提供する
- 移民受入のための基本施設はボリビア政府が負担する

希望者は4,000人を超え、各市町村による一次選考、つづいて海外移民創出計画審議会による二次選考が行われた。そして、適格者400名が決定した。また琉球政府は、移民者への融資を行うために移民金庫を設立した。
適格者400名のうち、第1次移民団に選ばれた275名の移民者を乗せたチサダネ号は、1954年6月19日に那覇港を出港した。香港、シンガポール、南アフリカのダーバンを経由して、8月5日にリオデジャネイロに到着、翌8月6日、移民団はサントスに上陸した。ここから、鉄道によりパラグアイ経由でボリビアに入った。第1次移民団が入植予定地に入ったのは8月15日であった。その後、9月14日、第2次移住団がうるま移住地に到着し、第1回の募集で適格者となった400人余が移住地に入植した。

### うるま移住地
「うるま」とは、琉球の古名である（広辞苑 第六版 岩波書店より）。
第1次移民団が到着したとき、5haほどの森林が伐採され、その土地に丸太小屋が建設中という状態であった。10mほどの井戸が1基掘られていたが、出てくる水は塩水であった。食料米は十分であった。しかし、野菜類が不足し、肉類も冷蔵庫がなく保存ができず、日々の栄養はバランスを欠いていた。さらに、1954年は、大干ばつで入植から3ヶ月間余り、ほとんど雨が降らなかった。
10月30日に入植以来初めての死者が出た。原因不明の熱病であった。11月に入ると同様の症状を訴える病人が続出し、移住者の多くがこの謎の熱病に襲われた。移住者はこの謎の病気を「うるま病」と呼んだ。また、測量の結果、うるま移住地は洪水地帯であることが明らかになり、気候も必ずしも農業に適していないことが判明した。移民たちは不安と混乱でパニック状態に陥った。
1955年2月12日、グランデ川が氾濫を起こした。この洪水で、一時、移住地の中心部以外は水没してしまう状況になった。またこの洪水により、野ねずみが大量に移住地中心部に進入した。同時に再び「うるま病」の患者が増えはじめた。
最終的に「うるま病」は、第1次と第2次移民団の約400人のうち、罹病者148人、死者15人を出すに至った。
「うるま病」について、原因不明とする資料が多いが、第1次移民団で入植し、後に医師となった神谷明は「うるま病の正体は『ハンタウイルス肺症候群』である」と推測している。

### パロメティーヤ移住地への再入植と現移住地への再入植
うるま病、グランデ川の氾濫による水害被害を受け、1955年4月には再移住のための調査とアメリカ政府関係者およびボリビア政府と折衝を開始した。結局、移住者たちは、1年も経過しないうちに、うるま移住地を放棄し、新たな移住地への再入植を余儀なくされた。1955年6月に新移住地へ移動することになった。新移住地はうるま移住地から130キロ離れた、サンフアン移住地に近いサーロ郡パロメティーヤとなった。
しかし、パロメティーヤ周辺地主の反対と土地不足から、再度移住地の変更を余儀なくされた。1956年3月にグランデ川の西岸、旧うるま移住地の対岸に新たな移住先が選定された。同年7月に現在のオキナワ第1移住地への3度目の入植がはじまった。8月にはアメリカ政府の援助によるブルドーザーが導入され、仮道路の建設が開始した。
アメリカ政府は約18万ドルを援助金として交付した。この援助資金で購入したトラック2台と大型製材機が到着した。同年12月には、第4次移住者たちを受け入れ、クリスマス休暇返上で作業に追われた。第4次移民団で入植した具志堅興貞は、先に入植していた移民者の苦労を以下のように記述している。

### 第2移住地と第3移住地の建設
第4次移住者の到着で、土地不足が懸念されたことを受け、1957年9月から移住地周辺の国有地払い下げと私有地の購入の交渉を始めた。1958年、難航した交渉の末、ボリビア人私有地の購入がまとまり、第2移住地が建設された。1959年に起きた水害による被害者で移転を希望した家族と第6次移住者の家族が第2移住地へ入植した。
さらに、1961年に国有地の約19,000ヘクタールが払い下げられ、この場所が第3移住地となった。第3移住地には、第14次移住者から入植が始まった。。第3移住地の整備にあたり、アメリカ政府はUSAIDを通じて約50万ドルを拠出した。1964年に第19次移住者が第3移住地に入植し、この受け入れにより琉球政府の計画移住が終了した。
1967年、沖縄の日本本土復帰より前に、オキナワ移住地は琉球政府から日本政府に移管された。この背景として、占領地の移民をいつまでも面倒みていられないと考えていたアメリカ政府が、オキナワ移住地の支援を大幅に減らしたため、オキナワ移住地が苦境に陥ることになったことがある。この状況をみた日本政府が1966年の日米協議委員会においてこの問題を持ち出し、外国に居住する沖縄県出身者の保護は第一義的に日本政府が当たることが合意されたためであった。
これにより、オキナワ移住地は、海外移住事業団（国際協力事業団を経て現在の国際協力機構）の管轄となった。海外移住事業団は「オキナワ総合対策5ヵ年計画」を策定し、社会インフラの整備を年次的に進めることを決定した。またオキナワ移住地の移民者には日本政府発行のパスポートが発給された。

### 綿作の導入とその失敗
1960年代末期、移住地は洪水による被害が大きく、特に1968年2月のグランデ川の氾濫では、第1移住地の北部一帯が水没した。またこのころ旱魃による被害も深刻であった。このため多くの移民者がオキナワ移住地を去ることになった。
この頃、サンタ・クルス県では綿花栽培のブームが起きていた。オキナワ移住地でも、1970年に綿花の試験栽培を行なうことになった。その結果、綿花は旱魃に強く、予想以上の収穫があったため、正式に導入することになった。
1971年、第1移住地、第2移住地、第3移住地のそれぞれ別個にあった農業協同組合を統合し、「コロニア沖縄農牧総合協同組合」（略称：CAICO）が発足した。1972年4月に、繰綿工場が完成した。1973年には、綿花の栽培面積が4,400ヘクタールに達し、綿つみの労働者を数千人も雇用するまでに達した。
しかし、1974年のグランデ川の氾濫により第1移住地が多大な被害を出し、また異常気象による収穫減が続き、綿花の耕作地は減少に転じた。さらにオイルショックによる世界的な綿花の暴落が深刻な影響を与えた。こうして、数年で綿花栽培は行き詰まり、移住者達は総額130万ドルの借金を抱え込む結果となった。
多額の借入金に困窮した移住者達は、代表者3名を日本に送った。代表団は、沖縄選出の国会議員や新聞社を訪ねて、移住地の窮状を説明し、支援を要請した。
その後も、ほそぼそと綿花栽培は続けれられたが、1981年に繰綿工場も閉鎖した。綿花栽培の失敗は、移住者達に多額の借財を負わせる結果となった。
1977年、オキナワ第3移住地で石油公団により石油掘削が行われることになった。新聞に第3移住地はボリビア随一の産出量と報道され、移住地は全員立退きという話が出て、大騒ぎとなった。その後、石油産出量が少ないことが判明し、油田開発は中止となった。

### ハイパーインフレーション
1980年代、ハイパーインフレーションがボリビアを襲った。1984年8月に通貨が急落し、1ドル=5,000ペソ・ボリビアーノスとなり、ボリビア全土で社会が混乱し、ストライキが発生した。11月には1ドル=9,000ペソ・ボリビアーノスになり、金融機関が完全に麻痺した。翌1985年9月には1ドル=1,080,000ペソ・ボリビアーノスにまで暴落した。
しかし、このハイパーインフレにより、綿花栽培で膨れ上がった莫大な借金を返済可能な状況に押し下げる効果をもたらした。このためハイパーインフレを「神風」と呼んだり、「救いの神」と述懐する者もいた。例えば、牛を数頭売り払うことで数万米ドルにおよぶ借金を返済した者もいた。
一方、資産を持たない移民者は、厳しい状態に置かれた。彼らの月収では2〜3日分の食費にしかならないほどであった。このハイパーインフレーションは、日本への出稼ぎ労働への契機ともなった（日本への出稼ぎについて詳しくは別項）。

### 大豆栽培の定着
1980年代に入ると、サンタ・クルス県に大豆作のブームが到来した。これは大豆の価格が1984年に1トンあたり109ドルだったものが、1997年には205ドルに上昇するという背景があった。オキナワ移住地においても、大豆作が普及し、移住地の基幹作物へと成長した。これは、入植時には原始的な焼畑農業であったものを綿作時に機械化し大規模農業を行った経験があり、やはり機械化した大規模な大豆作への転換が比較的容易だったことがある。
1985年、CAICOの総会で大豆の搾油飼料工場の建設が承認され、1987年、工場が竣工した。大豆作の発展により、移住地の経済は急速に発展した。1980年代後半から1990年代前半にかけてオキナワ移住地に隣接する土地を日系移民達が買い漁る状況が続いた。

### インフラ整備
入植当初、井戸を掘ったが、塩分が強くほとんど利用できなかった。このため飲料水は雨水を溜めて使用したり、森林の中の沼水を利用するなどしていた。しかし、これは衛生上問題があった。問題を解決するためには、地下60メートル以上の井戸を掘る必要があったが、移住者が掘削費用を負担することは困難であった。このためUSAIDなどの支援に頼って、井戸の整備が進んだ。
1988年、移住地に電話が架設された。当初は警察、病院、農協(CAICO)などに公衆電話兼用で設置がすすんだ。1990年代からは無線による携帯電話の導入により個々の家庭にも電話が普及した。
1998年、12月10日、NHKの衛星放送の受信設備が導入された。その年の12月31日には「NHK紅白歌合戦」を移住地の各家庭でみることができた。翌1999年1月15日に正式な開局式が行われた。

### オキナワ村の制定
1999年4月18日、第1移住地、第2移住地、第3移住地と周辺の集落を統合した行政区としてオキナワ・ウノ（オキナワ村）とすることをボリビア政府が決定した。
1999年、サンタ・クルス市内で「日本人ボリビア移住100周年記念式典」が開催された。この式典にボリビア政府から招待を受け、同国を訪問中の紀宮清子内親王がオキナワ移住地を訪れた。1999年6月6日、歓迎式典が行われた。
2000年に3移住地と周辺の19の村落と合わせて、ワルネス郡オキナワ村（西: Municipio Okinawa Uno）として正式に発足した。1999年に第一回村長選挙が行われ、初代村長には、第4次移民団で渡航してきた平良勝芳が就任した。

### 入植50周年記念式典
2004年8月に入植50周年を記念した式典が開催された。主賓として、ボリビア大統領であったカルロス・メサ・ヒスベルト、稲嶺惠一沖縄県知事、在ボリビア・アメリカ大使らが招かれた。

## 入植者の推移

### 入植者数一覧
| 送出次数 | 出発年月日     | 船便または航空便 | 入植者数 | 入植者数     | 入植者数 | 入植者数 | 1979年時点での定着数 | 1979年時点での定着率 | 備考 |
| 送出次数 | 出発年月日     | 船便または航空便 | 家族     | 家族構成者数 | 単身者数 | 計       | 1979年時点での定着数 | 1979年時点での定着率 | 備考 |
| -------- | -------------- | ---------------- | -------- | ------------ | -------- | -------- | -------------------- | -------------------- | --- |
| 1        | 1954年6月19日  | チサダネ号       | 60       | 230          | 48       | 278      | 59                   | 21.2%                | 船中出産3名 |
| 2        | 1954年7月18日  | テゲルベルグ号   | 24       | 106          | 21       | 127      | 27                   | 21.3%                | 船中出産2名 |
| 3        | 1955年12月19日 | チチャレンカ号   | 26       | 109          | 13       | 122      | 21                   | 17.2%                | 先に単身で移民した男性と写真見合いによる呼び寄せ移民の10人の花嫁がいたことから、俗に「花嫁移民団」とも呼ばれた |
| 4        | 1957年10月22日 | チサダネ号       | 39       | 209          | 5        | 214      | 45                   | 21.0%                | |
| 5        | 1958年3月19日  | チサダネ号       | 41       | 212          | 8        | 220      | 25                   | 11.4%                | |
| 6        | 1958年10月18日 | テゲルベルグ号   | 39       | 213          | 4        | 217      | 51                   | 23.5%                | |
| 7        | 1959年4月19日  | ルイス号         | 45       | 243          | 2        | 245      | 52                   | 21.2%                | |
| 8        | 1959年7月19日  | チサダネ号       | 33       | 207          | 1        | 208      | 23                   | 11.1%                | |
| 9        | 1960年2月19日  | ルイス号         | 20       | 125          | 4        | 129      | 26                   | 20.2%                | |
| 10       | 1960年4月19日  | ボイスベン号     | 29       | 175          | 5        | 180      | 34                   | 18.9%                | |
| 11       | 1961年2月18日  | チサダネ号       | 23       | 156          | ｰ        | 156      | 32                   | 20.5%                | |
| 12       | 1961年4月11日  | テゲルベルグ号   | 20       | 139          | ｰ        | 139      | 28                   | 20.1%                | |
| 13       | 1961年5月11日  | ボイスベン号     | 28       | 186          | 1        | 187      | 28                   | 15.0%                | |
| 14       | 1962年2月18日  | チチャレンカ号   | 30       | 198          | ｰ        | 198      | 49                   | 24.7%                | |
| 15       | 1962年3月19日  | ボイスベン号     | 28       | 193          | ｰ        | 193      | 75                   | 38.9%                | |
| 16       | 1962年5月19日  | テゲルベルグ号   | 21       | 116          | 2        | 118      | 14                   | 11.9%                | |
| 17       | 1963年3月19日  | テゲルベルグ号   | 17       | 120          | ｰ        | 120      | 23                   | 19.2%                | |
| 18       | 1963年4月19日  | ルイス号         | 14       | 73           | 5        | 78       | 2                    | 2.6%                 | |
| 19       | 1964年4月19日  | ボイスベン号     | 19       | 98           | 4        | 102      | 18                   | 17.6%                | 琉球政府の計画による最終移住者                                                                                 |
| 20       | 1968年4月      | ルイス号         | 4        | 15           | 3        | 18       | ｰ                    | ｰ                    | |
| 21       | 1968年10月30日 | あるぜんちな丸   | 1        | 5            | 2        | 7        | ｰ                    | ｰ                    | |
| 22       | 1968年12月20日 | ぶらじる丸       | ｰ        | ｰ            | 1        | 1        | ｰ                    | ｰ                    | |
| 23       | 1969年2月27日  | あるぜんちな丸   | 2        | 18           | 1        | 19       | ｰ                    | ｰ                    | |
| 24       | 1969年6月29日  | あるぜんちな丸   | 2        | 9            | ｰ        | 9        | ｰ                    | ｰ                    | |
| 25       | 1969年9月2日   | ぶらじる丸       | 1        | 6            | ｰ        | 6        | ｰ                    | ｰ                    | |
| 26       | 1970年3月      | ｰ                | 1        | 5            | ｰ        | 5        | ｰ                    | ｰ                    | |
| 27       | 1972年7月      | ぶらじる丸       | 2        | 7            | ｰ        | 7        | ｰ                    | ｰ                    | |
| 28       | 1972年11月     | ぶらじる丸       | 2        | 12           | ｰ        | 12       | ｰ                    | ｰ                    | |
| 29       | 1974年7月23日  | JL62便           | ｰ        | ｰ            | 1        | 1        | ｰ                    | ｰ                    | 航空便による移住の始まり                                                                                       |
| 30       | 1976年3月21日  | JL62便           | ｰ        | ｰ            | 1        | 1        | ｰ                    | ｰ                    | |
| 31       | 1976年1月21日  | JL62便           | 1        | 4            | ｰ        | 4        | ｰ                    | ｰ                    | |
| 32       | 1977年2月26日  | JL62便           | 2        | 11           | ｰ        | 11       | ｰ                    | ｰ                    | |

### 定着率
1968年に、国際協力事業団は「オキナワ移住地動態調査」を行った。この調査によると移住から12年後には入植者の36.3%が移住地から転住（死者70人も含む）していると分析した。
オキナワ移住地の入植者の動態を詳細に報告したものには、石川友紀による「ボリビア国コロニアオキナワ移民の再移住に関する実証的考察」がある。石川の調査によると、琉球政府の移民計画下で行われた第1次から第19次の移住者総数3,231人のうち2,599人が1979年までに移住地を去っていることを明らかにした。定着率は19.9%と極めて低いことがわかる。
また石川の調査によると、オキナワ移住地への入植者のうち1,736人がボリビア国外へ転出、ブラジルに1,088人、アルゼンチンに578人と国外転出者の実に約96%が両国への再移民になったことが明らかになった。この理由として、ブラジルとアルゼンチンには戦前からの沖縄県出身移民者が数多く存在し、かつボリビアより経済状態が良かったことが挙げられる。
日本へ戻った移民数は412人で全体の約16%。ボリビア国内の別の場所に移動した移民数は181人で全体の約7%。その大半はサンタ・クルス市への転出である。
石川の研究によると、オキナワ移住地で再移住の要因発生について、いくつかの期に分けることができるとしている。再移住の初期は入植時から1964年頃までの期間であり、移住地形成期にあたる。この期の末期に開催された「入植10周年記念事業」では、近隣諸国から沖縄県出身者が多数、オキナワ移住地を訪問した。この訪問者が困難を極めていた移住地の住民を見かねて、再移住を促したことがあったと推測した。

## 移住地からの再転出

### ブラジルへの再転出
ブラジルにおけるオキナワ移住地からの再転出者は、沖縄出身のブラジル移民の血縁または地縁による呼び寄せによる。そのほとんどがサンパウロに集中している。その中でも、ビーラカロン地区（Vila Carrão、南緯23度32分59.8秒 西経46度32分3秒）、サンマテウス地区、カーザベルデ地区（Casa Verde、南緯23度29分53.87秒 西経46度39分2.7秒）の3地域に集団を形成している。
サンパウロのビーラカロン地区では、1957年に在ブラジルオキナワ県人会の支部としてビーラカロン支部が発足した。発足当初の会員数は27人であったが、1962年頃よりボリビアからの再移住者が増加し、1975年にはこれまでで最高の428人を記録するまでになった。琉球大学の石川友紀らが現地調査を行った1984年当時、オキナワ移住地出身者を含む沖縄出身の移民者たちで、1番多く従事していたのは縫製業であった。縫製業者の多くは沖縄県内の同郷の者を中心に集まり、多くの成功者を出していた。2番目に従事している職業として「露天での小売業」であり、縫製業と露天での小売業と合わせると全体の半数以上を占め、この2つの職業に集中していた。

### サンタ・クルス市への再転出
サンタ・クルス市は、オキナワ移住地に第1次移民団が入植した当時(1954年)、人口4万人程度の小規模な町にすぎなかった。しかし、既述のようにボリビア政府の東部開発の推進により、周辺が農業地域として開拓が進み、それに伴って人口の集中が進んだ。1967年の国勢調査によると約26万人、1971年頃には約33〜34万人まで急増した。
サンタ・クルス市はオキナワ移住地への入植者で再移転した者のうち、ボリビア国内での移転先で最大であった。1984年の聞き取り調査では、サンタ・クルス市に住居を構える沖縄出身の世帯数は85世帯であった。そのうち、69世帯がオキナワ移住地に入植した戦後移民であった。
サンタ・クルス市は、中央広場を中心とした多重の環状道路で都市計画された円形都市であるが、沖縄出身の移民者の住居は、サンタ・クルス中心部から見て北東方向に偏在している傾向がある。またサンタ・クルスの発展に歩調を合わせるように、古くに移住してきた世帯は比較的中心に近く、新たに移住してきた世帯は中心から離れた場所に居を構える傾向があった。第一環状道路の北東部にあるメルカード・ロス・ポソス(西: Mercado Los Pozos、南緯17度46分42.7秒 西経63度10分39.3秒)周辺で雑貨店や飲食店を経営している沖縄出身の世帯の集中が見て取れる。

### 日本への出稼ぎ
1980年代後半になると、日本のバブル景気を背景に、多くの移住地の住民たちが日本への就労、「出稼ぎ」にでる現象が顕著となった。初期の出稼ぎに来ていた日系ボリビア人は、日本国籍を有していた移民一世の世代が中心であった。多くは一家の主など働き盛りの男性が家族を残して単身で、ボリビア移住前の血縁を頼って来日していた。この時の一世の出稼ぎ者の多くは、1984年にボリビアで起きたハイパーインフレーションにより、生活に行き詰まった移民者たちであった。
続いて、移民二世や三世が日本への出稼ぎに向かった。彼らの場合は、経済的な事情というよりも、次男、三男などの独立資金の獲得や営農拡張のための資金のためという面が強かった。また送り出す親の立場も、日本においての見聞を広めさせたいという考えが濃厚にあった。
横浜市の鶴見は、戦前より沖縄県出身者が多く居住している地域であった。1980年代初頭より、沖縄県出身の日系ブラジル人が鶴見に出稼ぎにきていたが、これに混ざってオキナワ移住地出身者がボリビアより次々と出稼ぎにやってくるようになった。鶴見でオキナワ移住者の出稼ぎ者達により、独自のコミュニティーが発生した。技術を覚え、人脈ができると、独立して中小規模の電気工事業や人材派遣業を営む者が現れた。
また、移民二世や三世の出稼ぎによって、彼らの日本への理解が深まり、移民一世の間に相互理解を生むことにもつながったという指摘もなされている。

## 社会問題

### 土地進入
無断に他人の土地を占拠し、そこで地代も税も支払わずに生活を営む者が現ることを「土地進入」と呼び、人口稀薄な中南米諸国で極めて多いとされる。オキナワ移住地の場合、土地進入は重大な問題であった。移住地はサンタ・クルス市に近く比較的交通の便が良いため、1963年には早くも土地進入問題が発生した。
『25周年記念誌』によると、第3移住地にはUSAIDの資金によって井戸掘削や道路整備のために雇ったボリビア人がそのまま居座る「土地進入」が起きて困っているという記述がある。1974年までに、約10,000haがボリビア人によって分割されたとしている。
ボリビア革命時の農地改革以後に取得した土地であっても、自ら耕作せず3年以上放置した土地の所有権は消失し、その土地は国家に帰属するものという法令が公布されている。移民者側は3年以内に開墾するためには多額の資金が必要であり簡単なことではなかった。また、沖縄の経済発展により後継移民が居なくなったことも未開拓地が残った理由であった。
1970年9月には現地のボリビア人が土地進入の目的で組合を結成した。この組合は、日系移民者達の目に付くように、第3移住地に看板を掲げて原始林の開墾を開始した。第3移住地の日系移民者達は裁判に訴えた。一審および二審では移民者達の勝訴であった。しかし、最終審で負け、約3,500haがボリビア人開拓者に分割された。さらに1974年に第3移住地東側の約3,900haも分割された。

### 国家による土地収奪の可能性
2006年、エボ・モラレスが大統領に就任した。ボリビアで初めてとなる先住民出身の大統領となった。
エボ・モラレスは大規模農園主の所有地を接収し、先住民農家に配分する政策を進め、2009年1月に承認された修正憲法で土地所有の上限を5000haに制限した。2009年3月には、サンタ・クルス県のアメリカ人などの大地主から没収した38,000haの土地を先住民農民に譲り渡すと宣言を行った。
エボ・モラレスは2007年3月に日本を訪問した際、「日系人の農業経営や安全を脅かさない」と日本政府に公言した。しかし、あるボリビアの日系人弁護士は「先住民に支えられているモラレス政権が、不法に入り込んだ先住民を排除してくれるかは疑問だ」と話した。また、オキナワ移住地で「土地進入」に頭を悩ましているある移民者は「移住者の命や土地をボリビア政府が保証してくれるよう日本政府に動いてもらいたいが、らちがあかない」と述べた。

## 移民者の意識
この項では、若槻泰雄、国本伊代およびボリビア側の研究者と共同で研究組織を編成し、当時の文部省の1982年度の科学研究費助成事業（課題番号：58041064）で採択された現地調査による結果を中心に示す。

### 衣食住
衣については、もともと沖縄からの移民は男女ともに洋服である。オキナワ移住地の結婚式では、花嫁が白いドレスの他、時に、お色直し用の着物を着る光景が見られる。これらが衣に関する日本的なものの全てで、移民の服装はほぼボリビアに溶け込んでいる。
「食」については、以下の表の通り、「どちらともいえない」を含めれば、どの移住地でも80〜90%はほぼ「日本的料理」をとっていると考えられる。オキナワ移住地がサンタ・クルスよりも「日本的料理」が多いのは、日本的習慣の維持は農村で強く、都市部で弱くなる傾向に沿ったものと推測できる。
|                                  | オキナワ移住地 | サンフアン移住地 | サンタ・クルス |
| -------------------------------- | -------------- | ---------------- | -------------- |
| 日本的料理                       | 62.3%          | 68.3%            | 53.9%          |
| どちらともいえない               | 33.3%          | 27.1%            | 28.9%          |
| ボリビア的（ボリビアらしい）料理 | 4.1%           | 4.9%             | 9.4%           |
| 毎食ほとんどボリビア料理         | 1.4%           | 0.5%             | 7.8%           |
| 回答数                           | 138            | 221              | 128            |

住居については、日本的特徴を見出すことは不可能である。掘っ立て小屋から邸宅に至るまで、その住居は持ち主の資本力に応じてボリビア人のそれに似せて造られている。他の国の日系移住地では、時々、庭だけでも日本風庭園にする努力がみられるが、オキナワ移住地ではほぼそのような努力を見出すことはできない。

### 伝統的な考え方
日本的伝統からの脱皮、ボリビアへの適応という観点で外的なことから考察する指標として、各自の住居の中に飾ってある（祭ってある）宗教的なものを質問した結果が以下の表である。
|                  | キリスト像 マリア像 | 神棚 | 仏壇  | 位牌  | 天皇の写真 | 両親の写真 | その他宗教的なもの | 回答者数 |
| ---------------- | ------------------- | ---- | ----- | ----- | ---------- | ---------- | ------------------ | -------- |
| オキナワ移住地   | 50.9%               | 7.9% | 51.8% | 45.6% | 3.5%       | 21.9%      | 8.8%               | 114人    |
| サンフアン移住地 | 41.7%               | 8.0% | 47.2% | 48.5% | 1.2%       | 9.8%       | 4.9%               | 163人    |
| サンタ・クルス   | 37.9%               | 4.6% | 57.5% | 43.7% | 2.3%       | 17.2%      | 5.7%               | 87人     |

戦前移民の住居によく見られた神棚は、オキナワ移住地、サンファン移住地も戦後移民が多いため、国家神道の衰退もあって各地とも10%に達していないことが、調査から示された。また戦前の日系移民の家に多くみられた天皇の写真（御真影）も、僅かしか飾られていなかった。ただ、比率は低いがオキナワ移住地が一番多く天皇の写真を掲げている点は興味深い。
一方でオキナワ移住地で生まれた移民二世で、プロサッカー選手としてJリーグで活躍した石川康は日本の雑誌のインタビューに「サンフアン移住地の家庭はどこでも天皇の写真を飾っていたと思います。でも、オキナワ村の家には天皇の写真はなかったですね」と述べている。

### 人種差別
人種差別は現在も続く国際的な課題であり、非白人が白人支配地域に移住する最大の障害であり、移住後のトラブルの主要因であった。この意識調査を実施し、長年移民研究を行ってきた若槻泰雄は「沖縄からの移住地にボリビアが選ばれたことは、人種差別の産物である」という趣旨を主張していることは既に述べた。
「チーノ(西: Chino)」という言葉は、今でもスペイン語圏の中南米での侮蔑の言葉であり、日本人を含むアジア人を罵倒する際に用いられる言葉である。これは苦力に代表される中国人単純労働者に対して用いられたことが契機であると考えられる。ボリビアでは、他の中南米諸国より日本人蔑視が少ないのは、日本人移民の前に大規模な中国人移民の受け入れの経験を持たなかったことが理由の一つとして指摘されている。
次の表は、移民者がボリビア人から人種差別や偏見を受けているのか否かを問うた結果である。
|                                                                            | オキナワ移住地 | サンフアン移住地 | サンタ・クルス |
| -------------------------------------------------------------------------- | -------------- | ---------------- | -------------- |
| 人種的偏見や差別の感情をもっている                                         | 8.7%           | 0.9%             | 7.0%           |
| 人種的偏見や差別をもっていることをたまに感ずることがある                   | 18.8%          | 19.0%            | 20.3%          |
| 人種的差別感を全くもっていない                                             | 18.8%          | 8.6%             | 8.6%           |
| ボリビア人はむしろ日本人を尊敬している                                     | 7.2%           | 7.7%             | 21.1%          |
| ボリビア人の階層により、偏見をもっていることもあるし尊敬していることもある | 40.6%          | 57.5%            | 39.1%          |
| わからない                                                                 | 4.3%           | 4.5%             | 3.1%           |
| 未回答                                                                     | 1.4%           | 1.8%             | 0.8%           |
| 回答数                                                                     | 138            | 221              | 128            |

オキナワ移住地での調査も含め、全ての地点で「ボリビア人の階層により、偏見をもっていることもあるし尊敬していることもある」とした回答比率が一番高かった。これはボリビア人の上層からは差別を受け、下層からは受けないという意味と推測される。この回答にさらに注釈を加えるとすれば「日本人と同じ先住民系からは特に差別を受けないが、白人（および白人系混血）からは差別される」と考えられる。
次の表は、逆にボリビア人に対して偏見差別感をもっている人がいるかどうかを調査した結果である。回答しやすくするため、本人の意思ではなく、偏見を持つ人がいるか否かという客観的事実を問う形式になっている。
| | オキナワ移住地 | サンフアン移住地 | サンタ・クルス |
| --- | -------------- | ---------------- | -------------- |
| 人種的偏見をもち差別する人がいる                                                                               | 15.3%          | 8.1%             | 10.2%          |
| 人種的偏見をもち差別する人もいるが、それは人種問題というよもむしろ相手の教育や生活水準の低さからくるものである | 54.3%          | 70.1%            | 60.9%          |
| 人種的差別感をもつ人はほとんどいないと思う                                                                     | 19.6%          | 10.0%            | 23.4%          |
| わからない | 7.2%           | 9.5%             | 4.7%           |
| 未回答 | 3.6%           | 2.3%             | 0.8%           |
| 回答数 | 138            | 221              | 128            |

### 入植時のボリビアの印象
以下に「入国当時のボリビアに対する印象」の回答を示す。入植時の印象を尋ねたのは、より率直な意見を引き出せるという意図からである。
|                  | オキナワ移住地 | サンフアン移住地 | サンタ・クルス |
| ---------------- | -------------- | ---------------- | -------------- |
| 非常に良かった   | 6.1%           | 4.8%             | 6.5%           |
| かなり良かった   | 22.0%          | 11.4%            | 15.2%          |
| 少し悪かった     | 15.9%          | 12.4%            | 2.2%           |
| かなり悪かった   | 18.4%          | 21.9%            | 21.7%          |
| 非常に悪かった   | 24.4%          | 46.7%            | 50.0%          |
| 特に感じなかった | 12.2%          | 2.9%             | 4.3%           |
| 未回答           | 1.2%           | 0.0%             | 0.0%           |
| 回答数           | 82             | 105              | 46             |

「日本で想像していたものと現実の差」について、オキナワ移住地の回答結果はサンフアン移住地より「かなり良かった」が2倍近く多く、「非常に悪かった」が半分近いという差がでた。これは、オキナワ移住地が同一県からの移民のため、親戚知人から事前に現地の情報を引き出していたことが推測できる。また出発当時のアメリカ占領下の沖縄が甚だしく困窮していたとも推測できる。
|                                                                                | オキナワ移住地 | サンフアン移住地 | サンタ・クルス |
| ------------------------------------------------------------------------------ | -------------- | ---------------- | -------------- |
| 幻滅                                                                           | 2.5%           | 5.8%             | 12.0%          |
| 大いに希望を持った                                                             | 20.3%          | 7.3%             | 16.0%          |
| 失望はしたが、自分で決意して選んだ道だから、この地で最大の努力をしようと考えた | 53.6%          | 62.5%            | 46.0%          |
| 失望したが、悩んでいるうちに時が過ぎた                                         | 6.3%           | 22.1%            | 20.0%          |
| その他                                                                         | 3.8%           | 1.9%             | 6.0%           |
| 未回答                                                                         | 1.3%           | 0.0%             | 0.0%           |
| 回答数                                                                         | 79             | 104              | 50             |

「到着した当時の率直な印象」について、「大いに希望を持った」はサンフアン移住地よりオキナワ移住地の方が多く、「幻滅」と答えた数は少なかった。この傾向は前質問と同様の推定ができる。一方、この質問がなされたのはボリビアへの移民以来20年以上経過しており、「幻滅」と感じたものの多くは既にボリビアを離れていると推定されるが、前向きな回答をしたものが多かったのは当然の帰結ともいえる。
オキナワ入植40周年を取材した新聞記者に、ある移民一世の牧場主は「せまい沖縄がいやで、深く考えずに来たが、住めば都。後悔はしていない」と答えた。また別の移民一世の大豆農家は「沖縄の発展ぶりに驚いている。見通しを誤ったかもしれない」と語った。

## 移民政策に対する批判

### ティグナー報告書に対する批判
オキナワ移住地への入植に大きな影響を与えたティグナーの報告書は、学者の書いたものとは思えないほど、客観性を欠き、事実を隠蔽し、移民を扇動する内容であるという指摘がなされている。これはオキナワ移住地に関する後年のティグナーの論文にも見える傾向であり、例えば1962年のティグナーの論文では「コロニア・オキナワには病気がほとんど見られない。コロニア在住の沖縄出身者は、在沖縄県民や日本人よりもはるかに良い食事をしていた」と書いている。また、うるま病に関する記述は数行であり死亡者の記述は無く、うるま移住地を放棄してパロメティーヤへの移転は全く記述がない。
ティグナーはオキナワ移住地の入植50周年式典に招待されたが、欠席している。欠席にあたり実行委員に手紙を送っている。その手紙でティグナーは稲嶺一郎など琉球政府と徹底的に議論したことにふれ、「移民たちは島を去ることを強要されたのではなく、自分たちの意思で移住することを決めたのです」と主張していた。ティグナーが自らに対して批判的な意見があることを意識しているのは明らかであった。

### 日本政府に対する批判
オキナワ移住地に対して日本政府から国際協力機構（その前身である海外移住事業団、国際協力事業団）を通じて、資金、物資、技術協力の援助が継続してなされている。しかし、この援助がボリビア人の不満の温床にもなっている。ボリビアの日系移住地で聞き取り調査を行った石田甚太郎は、当時の国際協力事業団にオキナワ移住地への補助金の額を問い合わせたが、事業団は「外部に出した前例がない」という理由で拒否した。

### 証言

#### 大山朝常の証言
アメリカ統治下の沖縄において本土復帰運動のリーダーで、コザ市長を16年務めた大山朝常は、琉球政府のボリビアの移民計画について以下のように証言している。

#### 大宅壮一の見聞
評論家の大宅壮一は、1954年から1955年にかけて取材旅行で世界各地を訪問した。大宅は、チリのアリカから空路でボリビアのラパスに入った。ここで、市内見物や日系移民の経営する繊維工場の見学、ラパス日本人会で講演などの後、サンタ・クルスを訪問した。サンタ・クルスにて戦前からの日系人と対話を持ち、オキナワ移住地について大宅が伝聞したことを以下のように記している。

#### 在ボリビア・アメリカ大使館の忠告
アメリカ在住で「アメリカ軍基地とボリビア移民」をテーマとして研究活動を行っている雨宮和子は、夫から以下のような話を聞いたと述べている。

#### 元入植者の声
ボリビアのオキナワ移住地に移民し、その後、アルゼンチンに再移住した後に日本に戻ってきた元移民者のある男性は、孫にボリビアの移民について以下のように語った。

#### パス・エステンソロの回顧
琉球政府とオキナワ移住地入植を合意した時のボリビア大統領であったパス・エステンソロは入植40周年式典に招かれた。式典でパス・エステンソロは以下のように回顧した。

## 移民者に対する批判

### 先住民との摩擦
移民開始当初、原生林にいた先住民と移住者との対立が、移住地の歴史から抜け落ちているという指摘がある。この先住民は、うるま移住地周辺で採取生活を行っており、第1次移民団の到着前に準備を行っていた先遣隊と摩擦がおきた。移住者たちは、先住民を「バルバロ」であるとか「野蛮人」と呼び、恐れた。そして、第1次移民団の到着の2ヶ月前に先遣隊の1名が先住民の毒槍に倒れ、落命した。以後、移民者達は、警備のために番犬を飼い、交替で不寝番を立て、定期的に原生林に向かって銃をうっていた。

### ボリビア人との不和
715haを所有している大規模農園の経営者となった移住者は、以下のような話をした。彼は、収穫、除草、トラクターの運転手などを含め常時10人程度のボリビア人を使用していた。
ボリビアの日系移住地で聞き取り調査を行った石田甚太郎は「事前調査も不満足なまま異国に送り出された移民は、まさにジャングルに棄てられた棄民だった。だが、日本の経済復興にともない、日本政府の財政援助が増加し個人的な努力ともあいまって、弱者を切り捨て、いまや移民の主流は企業家であり資本家になった」とした。その上で「企業家になった移民たちには、新たな試練が近づいているような気がした。ボリビア人労働者を使用しないでは成立しない企業にもかかわらず、賃金問題や労働条件（住居、衛生施設、有害な農薬の散布）などを見れば、彼らは農奴待遇であった」と指摘した。石田は更に「ボリビア人の農場主はもっとあくどいという弁解も耳にしたが、それが免罪符になるだろうか」と疑問を呈した。
2004年に行われた入植50周年式典で大統領が述べた祝辞について、サンタ・クルス県の新聞「エル・デベール」は、批判的な記事を掲載した。大統領が「（オキナワ移住地を）国全体が追求すべきお手本」としたことについて、「（大統領のコメントは）見当はずれ。日本人移住地は、日本やボリビア政府から特別な援助を受けているから、成功して当然だ」という地元のボリビア人の農業代表の意見を掲載した。また「入植者たちはスペイン語もわからないまま、大統領の言葉に拍手していた」と書いた。
石田甚太郎は、オキナワ移住地でボリビア人と日系移民の間にある不和が子供にも影響を与えているという話を移住地の学校教師から聞いていた。例えば何か物が紛失したとき、日系移民の子供が、最初からボリビア人の子供を犯人扱いする傾向があるとした。また、日系の子供がボリビア人に対して「土人」と差別的な呼び方をしているのを目撃したとも述べている。

## 移住地の文化

### 言語
入植当初は、孤立した集落であったためウチナーグチ（沖縄方言）が一般的に使用されていた。その後、子弟が学校に通い始めると、ウチナーグチ、日本語、スペイン語の3種類を混ぜて使うようになった。その比率は、世代、地域によって違うが、ボリビア人社会に近く、年齢が若いほど、スペイン語の使用率が高まった。
オキナワ移住地ではウチナーグチが沖縄県よりも色濃く残っているともいわれていたが、時代の流れと共に使われなくなってきている。

### 沖縄の伝統芸能
移住地の文化として、すべての世代で沖縄の伝統芸能を今後も残そうという気概は強い。三線、琉球舞踊、エイサーなどを学校の授業等に取り入れて、次の世代に残す努力が行われている。

## 移住地の行事
入植記念日であり、また日本の終戦記念日でもある毎年8月15日前後に、移住地で最大の祭りである「豊年祭」が開催される。また、「豊年祭」に先立ち、うるま病など入植に際し、道半ばで亡くなった先人たちを鎮魂するための「慰霊祭」が行われる。豊年祭では移住地の若者を中心にエイサーが踊られる。
- EISA Festival de OKINAWA 2014 - YouTube - 2014年、入植60周年記念の時の豊年祭で行われたエイサーの様子

## 移住地の主な施設
- 中央広場

広場に面して教会と大鳥居が向かい合わせに建っている。また移民受け入れを合意した時のボリビア大統領であったパス・エステンソロの銅像も立つ。
- オキナワ日本ボリビア文化会館

入植40周年を記念して1994年8月に落成。
- オキナワ・ボリビア歴史資料館

入植50周年を記念して2004年8月に開館。場所は文化会館の隣。移住当時の様子を撮影した写真パネル、移民者への餞別として寄せ書きした日章旗、沖縄戦の不発弾でつくった鍋などが展示されている。資料館の隣に入植直後にうるま病などで亡くなった移民者を弔う慰霊碑がある。

## その他

### 移住地の人物
- 石川康

1970年にオキナワ移住地で生まれる。サンタ・クルスにあるサッカー選手育成組織であるアカデミア・タウイチ・アギレラに入り、ボリビア代表として1985年の第1回ワールド・ジュニア・ユース、1987年の第2回ワールド・ジュニア・ユースにレギュラー出場する。1987年に来日、武南高等学校に3年生として編入し、1988年の全国高等学校サッカー選手権大会でベスト8に進出。その後、本田技研サッカー部でプレーし、Jリーグ開幕後は、ヴェルディ川崎、名古屋グランパスで活躍した。
- 平良勝芳

初代オキナワ村の村長。第4次移民で両親に連れられて入植した。2000年の選挙で当選し、2004年の2期目を目指した選挙でボリビア人の対立候補に敗れた。
- 新垣まゆみ

オキナワ村議会議員。2021年の選挙で当選した。

### 移住地から沖縄県に持ち込まれた植物

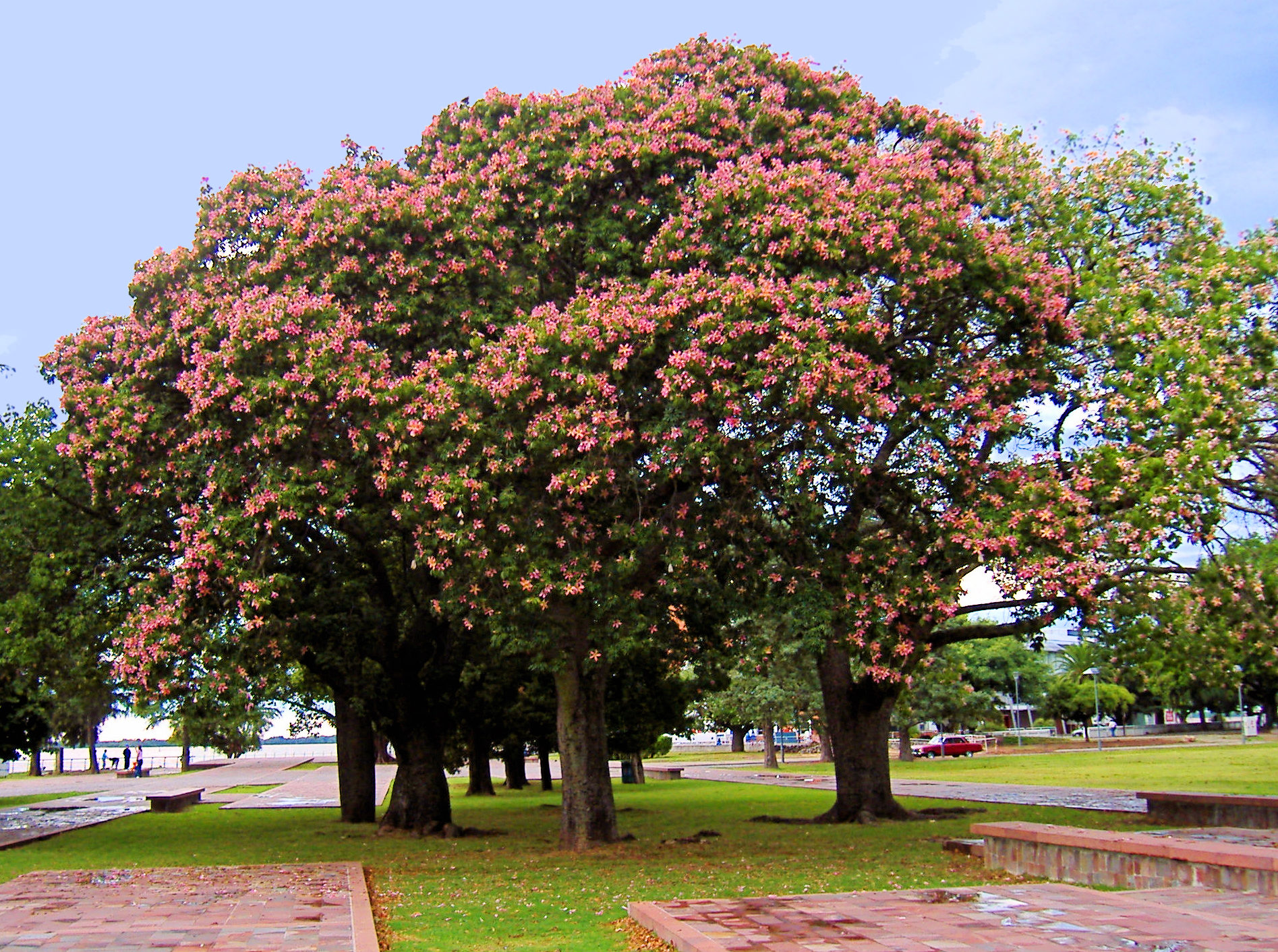
「南米ざくら」ことトックリキワタの花

- トックリキワタ

トックリキワタ（別名：トボロチ）は、アオイ科（旧パンヤ科）の落葉高木でピンク色の大きな花が咲く樹木である。琉球政府の農業技術者であった天野鉄夫が、1964年、オキナワ移住地で開かれたボリビア移住10周年記念式典に参加した際に、ボリビアから種子を持ち帰ったことによる。帰国後、天野の自宅で種子から苗木を育て、1970年に初めて開花した。その後、沖縄県の各地に植樹された。沖縄への導入の経緯から「トックリキワタ」を「南米ざくら」などと呼び、花の観賞樹木として親しまれている。沖縄では10月下旬〜12月上旬に花が咲く。
- ジャカランダ

ノウゼンカズラ科の落葉高木で、青紫色の小さな花を多数つける樹木である1964年に、トックリキワタと同様に琉球政府の農業技術者であった天野鉄夫が沖縄に持ち帰り、開花に成功させた。満開時に紫雲がたなびいて見えるように見えることから、天野が「紫雲木（シウンボク）」と命名した。

### 移住地を取り上げた作品
- 大城立裕 『南米ざくら』

初出「文學界」1987年2月号、単行本『ノロエステ鉄道』に収録されている。「南米ざくら」とはトックリキワタのこと。トックリキワタはオキナワ移住地でよく見られる樹木である。小説家の大城立裕は沖縄県職員として日系移民移住地視察団に加わり、1973年にオキナワ移住地を訪問している。その時に取材した内容をもとに、オキナワ移住地に入植した移民たちの苦労を短編小説に仕立てたものが本作品である。
- 池上永一『ヒストリア』

ボリビア移民を知った池上が構想に20年かけた大作。アメリカ軍に追われた主人公がボリビアに渡るが、次々に試練にさらされる人生を描く。チェ・ゲバラも登場する。第7回山田風太郎賞を受賞。